# ジョヴァンニ・モレッリ

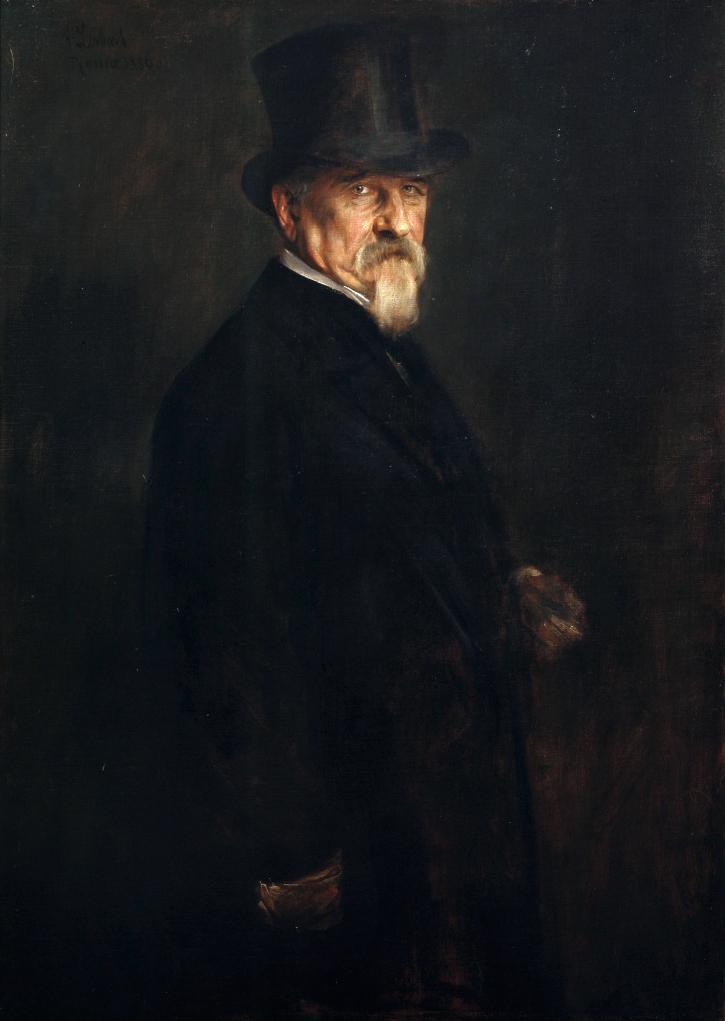
ジョヴァンニ・モレッリ

ジョヴァンニ・モレッリ（Giovanni Morelli, 1816年2月25日 - 1891年2月28日）は、イタリアの政治家・医師で、美術史上、作品鑑定の技術に科学的方法を導入した研究者として知られる。
1816年、ヴェローナに生まれ、ミュンヘンで医学（解剖学）を学ぶ。のち政治家に転じて元老院議員となるが、1873年頃から美術史の著作を執筆し始め、1890年から主要著作『イタリア絵画の批評的研究』の刊行を開始した。
その中でモレッリは、絵画作品においてはそこに描かれた人物の耳や指先といった小さく目立たない部分にこそ画家の特徴・癖が現れると述べる。モレッリによると、こうした取るに足りない部分では芸術家が時代の様式を強要されることなく、個人的な癖に任せて無意識に描くことになる。そのため、たとえば筆跡と同じように、画家自らも意識しない個人の特徴が明白に現れる。
モレッリはこれを「モレッリ式鑑定法」と呼び、様々な絵画作品に応用してみせた。1880年にはドレスデンやベルリンの美術館に所蔵されていたルネサンス絵画についてモレッリ式の再鑑定を行い、多数の作者名が変更されるべきことが分かったと主張している。
現在ではこの手法の正確さには批判もあるが、モレッリは、それまで直観と経験が重視されていた「目利き en: connoisseur」の伝統に科学的実証主義を持ち込み、彼につづくバーナード・ベレンソンやマックス・フリートレンダーといった美術史家にも継承されていったため、近代的な美術史学の成立期に重要な役割を果たした。
美術研究者としての活動初期には、本名のアナグラムであるイワン・レルモリエフ Ivan Lermolieff というペンネームを使っているが、この時期に発表された論文に、精神分析を発見する以前のフロイトが注目していたとされている。

## 著作
- Kunstkritische Studien über italienische Malerei, 3 vols (Leipzig, 1890–93)

（英訳）C. J. Foulkes tr.: Italian Painters: Critical Studies of their Works (London, 1892–1900)
（邦訳）上田恒夫訳「"ジョヴァンニ・モレッリ『イタリア絵画論 : ローマのボルゲーゼ美術館とドーリア=パンフィーリ美術館』翻訳(1)"」（『金沢美術工芸大学紀要』 No. 46, 2002, pp. 75-118)；同訳「"ジョヴァンニ・モレッリ 『イタリア絵画論 -ローマのボルゲーゼ美術館とドーリア=パンフィーリ美術館』翻訳(10最終)"」（『金沢美術工芸大学紀要』 No. 55, 2011, pp. 135-170)